# Богушевський провулок
Богуше́вський прову́лок — провулок у Дніпровському районі міста Києва, місцевість Куликове. Пролягає від Братиславської вулиці до кінця забудови (офіційно до вулиці Остапа Вересая, але наскрізного проїзду немає).

## Історія
Провулок виник у середині XX століття під назвою Нова вулиця. Назву Богушівський провулок набув 1957 року. Початково пролягав від вулиці Едуарда Вільде до вулиці Остапа Вересая.
Наприкінці 1970-х — на початку 1980-х років у зв'язку зі знесенням старої забудови колишнього селища Куликове та частковим переплануванням місцевості провулок майже повністю зник. Зберігся лише короткий (близько 45 м) відрізок, який має вигляд заїзду з Братиславської вулиці до промислової зони між будинками № 52-А та 52. 
З 2000-х років провулок знову позначається на деяких електронних картах, а в 2010-x роках провулок знову з'явився в офіційних документах міста: його було включено до офіційного довідника «Вулиці міста Києва» та містобудівного кадастру.